# Euneomys mordax
Euneomys mordax är en däggdjursart som beskrevs av Thomas 1912. Euneomys mordax ingår i släktet Euneomys och familjen hamsterartade gnagare. IUCN kategoriserar arten globalt som livskraftig. Inga underarter finns listade.
Denna gnagare förekommer i Anderna i gränsområdet mellan Chile och Argentina. Arten når där 3000 meter över havet. Habitatet utgörs av bergsängar. På ängarna växer glest fördelade buskar.
Euneomys mordax är troligen den största arten i släktet (för Euneomys fossor saknas storleksuppgifter). Den långa och ulliga pälsen har en gråaktig färg, med inslag av krämfärgad på olika ställen. Det saknas en tydlig gräns mot den ljusare undersidan. På de svarta öronen förekommer hår. Även svansen är täckt med päls och ibland syns ett mörkare streck på svansens ovansida. Tanduppsättningen kännetecknas av breda framtänder med en central ränna. Kring munnen förekommer bruna hår. Arten har en diploid kromosomuppsättning med 42 kromosomer (2n=42).
Ett exemplar var med svans 22,5 cm lång, svanslängden var nästan 8 cm och öronen var ungefär 3 cm stora.
Individerna skapar underjordiska tunnelsystem och stiger genom att trampa ned växtligheten. Euneomys mordax föredrar troligen mindre klippiga områden jämförd med Euneomys petersoni.